# Dixie Warsaw Jazzmen
Dixie Warsaw Jazzmen – warszawska grupa muzyczna grająca jazz tradycyjny, założona w roku 2007.
Repertuar grupy opiera się na standardach tzw. białego dixielandu (z lat 20.–40.), m.in. „New Orleans (Ballad)”, „Some of this Days”, „What A Wonderful World”, „Rosetta”, „Storvill Blues”. Muzycy wykonują także piosenki przedwojennej Warszawy w stylu Dixie.

## Sweet Sue
Pod koniec roku 2011 zespół Dixie Warsaw Jazzmen nagrał swój pierwszy album studyjny Sweet Sue, zawierający 14 standardów z okresu zwanego „Złotą Erą Jazzu”. Zastosowanie tradycyjnego instrumentarium (trąbka, klarnet, saksofon basowy i banjo) i efektów „z epoki” (jak głos przetworzony przez megafon „Louisiana-i-ay” i „Bye Bye Blues”) pozwoliło uzyskać brzmienie odwołujące się do dawnych tradycji dixielandu. Dzięki dużej precyzji wykonania muzykom udało się oddać pierwotny klimat utworów.
Pośród utworów zawartych na płycie Sweet Sue znalazły się m.in.:
- „Red Roses For A Blue Lady” – sentymentalny przedwojenny przebój zaśpiewany po polsku do tekstu Andrzeja Fesnaka, ozdobiony solami trąbki i klarnetu
- „Home When Shadows Fall” oparty na dźwiękach saksofonu basowego i opatrzony polskim tekstem, zaśpiewanym przez Zygmunta K. Jagodzińskiego
- „Dream A Little Dream Of Me” ozdobiony trąbką i partiami klarnetu, zaśpiewany przez Stefana Woźniakowskiego
- „When The Saints Go Marchin 'In” – utwór kończący album, wykonany z dużą werwą i animuszem.

## China Boy
W roku 2012 zespół nagrał swój drugi album o tytule China Boy. Do przedsięwzięcia zaproszono aranżerów wywodzących się z grona jazzu tradycyjnego: Andrzeja Wysockiego, znanego z zespołów Gold Washboard i Blues Fellows oraz Waldemara Wolskiego, muzyka Asocjacja Hagaw, Vistula River Band i Alexander's Ragtime Band.
Do zespołu dołączył kwartet smyczkowy Fuerte String Quartet, dzięki czemu standardy dixielandowe zyskały zupełnie nowe brzmienie. Jest to prawdopodobnie pierwsze takie wykonanie w skali europejskiej. W nagraniu brał też udział gość specjalny – Maciej Strzelczyk, skrzypek jazzowy, sześciokrotny zwycięzca ankiety Jazz Top organizowanej corocznie przez czasopismo Jazz Forum w kategorii najlepszy skrzypek jazzowy.

## Skład
W skład zespołu Dixie Warsaw Jazzmen wchodzą:
- Stefan Woźniakowski – trąbka
- Andrzej „Bigol” Bigolas – klarnet
- Włodzimierz Halik – saksofon basowy
- Zygmunt K. Jagodziński – banjo, lider zespołu

Muzycy zespołu przed laty byli członkami znanych warszawskich zespołów m.in.: Hagaw, Vistula River Brass Band, Blues Fellows czy Gold Washboard. Gościnnie w Dixie Warsaw Jazzmen występowali m.in. Jerzy Kuszakiewicz, Andrzej Jastrzębski, Ludwik Kaczmarski, Krzysztof „Jenerał” Marszałek, Ireneusz Kozłowski.

## Dyskografia
Płyty nagrane przez zespół Dixie Warsaw Jazzmen:
- 2008 – Dixie Forever (EP)
- 2009 – Live (DVD)
- 2010 – Live Swing Club Warsaw (DVD)
- 2011 – Sweet Sue
- 2012 – China Boy – 7 Dixieland hits